# Порт-де-Сольєр
Порт-де-Сольєр (ісп. Puerto de Sóller) — маленьке містечко та порт міста Сольєр на Майорці, Балеарські острови, Іспанія. Разом із селом Форналукс та селом Бініарайкс вони утворюють муніципалітет Сольєр. Трамвай «Tranvía de Sóller» зв'язує Порт-де-Сольєр із містом Сольєр.